# Nyala
Nyala (en daju: "el lloc de conversa o un teatre") és la capital de l'estat de Darfur del Sud, al sud-oest del Sudan.

## Història
Nyala va ser la capital de l'estat Daju (segles xii i xiii), que es va establir al sud-est del Jabal Murra a la regió de Nyala.
Quan el Regne Unit va conquistar l'actual Sudan, els comandant britànic es va reunir amb un sultà de nom Adam Suleiman el 1932, a la recerca del seu consell pel seu coneixement dels millors llocs en termes de disponibilitat de fonts d'aigua i la topografia de la terra per tal d'establir la seu de l'Administració britànica a Darfur. Suleiman Adam va triar Nyala per a aquest propòsit. Molts llocs amb antiguitats, ceràmica, gravats de batalles, cavalls, animals i caça segueixen a l'espera de treballs arqueològics científics al Jebel Daju. Els més importants jaciments arqueològics descoberts són Nari, Kedingnyir, Dobo, Simiat Hills, Jebel Keima, Kalokitting, Jebel Wara, i el mateix Jebel Murra.
Durant el conflicte de Darfur en curs, milers de desplaçats interns s'han reunit prop de la ciutat amb l'esperança de protecció. El camp de refugiats a la part sud de Nyala és Kalma. Al voltant de 90.000 persones resideixen al campament.